# Денніс Ґанзель
Де́нніс Ґа́нзель (нім. Dennis Gansel; нар. 1973) — німецький кінорежисер та сценарист.

## Біографія
Денніс Ґанзель народився 4 жовтня 1973 року в місті Ганновері. Навчався в Інституті кіно і телебачення (нім. Hochschule für Fernsehen und Film München) в Мюнхені.
У 2000 році, після декількох знятих короткометражних фільмів, які були удостоєні різних нагород, дебютує з повнометражним телевізійним політичним трилером «Привид» (нім. "Das Phantom"), нагородженим телевізійною премією «Adolf Grimme Preis».
В 2001 року знімає молодіжну комедію «Дівчата зверху», яка має великий успіх — 1,8 мільйонів глядачів. У 2004 виходить фільм «Академія смерті» — учасник різних кінофестивалів (Міжнародний кінофестиваль у Карлових Варах — перемога в номінації найкращий актор (Макс Рімельт); кінофестиваль EuropaCinema в Віареджо — перемога в номінації найкращий фільм), який ще у 2003 році, ще до того як був знятий, отримує приз «Deutscher Filmpreis» як найкращий неекранізований сценарій.
У 2008 року виходить наступний фільм Ґанзеля «Експеримент 2: Хвиля», учасник кінофестивалю Санденс.

## Фільмографія
Режисер
- 1996 — The Wrong Trip (короткометражка)
- 1998 — Living Dead (короткометражка)
- 1998 — Im Auftrag des Herrn (короткометражка)
- 2000 — Привид Das Phantom (телефільм)
- 2001 — The Dawn
- 2001 — Дівчата зверху / Mädchen, Mädchen
- 2004 — Академія смерті / NaPolA
- 2008 — Хвиля / Die Welle
- 2010 — Смак ночі / Wir sind die Nacht
- 2012 — Четверта влада / Die vierte Macht
- 2016 — Механік 2 /  Mechanic: Resurrection

Актор
- 2001 — Дівчата зверху / Mädchen, Mädchen — листоноша
- 2004 — Академія смерті / NaPolA — тренер з боксу
- 2007 — Новий шахрай / Neues vom Wixxer — поліцейський
- 2008 — Хвиля / Die Welle
- 2009 — Серця чоловіків / Männerherzen — Ларс